# Verpleeghuis

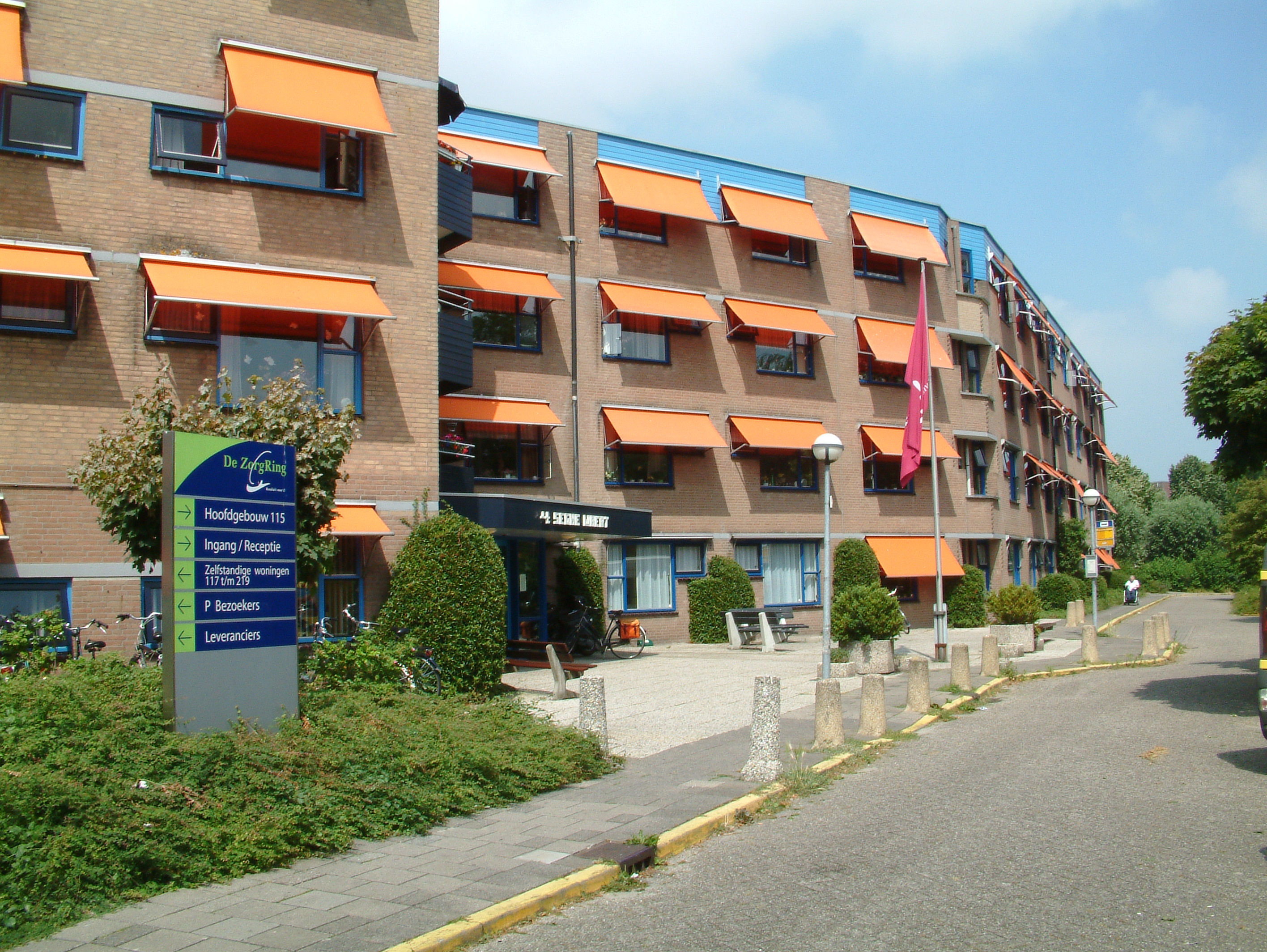
Verpleeghuis

Een verpleeghuis (ook: verpleegtehuis) is in Nederland een instelling waar patiënten kunnen worden verpleegd die niet langer voor een medische behandeling opgenomen behoeven te zijn in een ziekenhuis. Op een revalidatieafdeling kan men dan werken aan verder herstel of aanpassing aan de veranderde gezondheidssituatie. Er verblijven ook veel mensen die door ernstige belemmeringen langdurig niet in staat zijn om thuis of in een verzorgingshuis te verblijven. De beschikbaarheid van onvoldoende mantelzorg in de thuissituatie kan daarop van invloed zijn.
Verpleeghuizen beschikken vaak over een of meer psychogeriatrische afdelingen. Er zijn ook gespecialiseerde psychogeriatrische verpleeghuizen. In een verpleeghuis zijn bij de patiëntenzorg onder andere artsen, psychologen, verpleegkundigen, ziekenverzorgenden, logopedisten, ergotherapeuten, fysiotherapeuten, geestelijk verzorgers, maatschappelijk werkers en activiteitenbegeleiders betrokken. Ook is vaak een psychiater te consulteren.

## Tehuizen
Omdat de patiënten over het algemeen voor langere tijd in een verpleeghuis verblijven, wordt een dergelijke inrichting vaak "tehuis" genoemd, de patiënten "bewoners" en de verblijfsvertrekken "huis-" of "woonkamers". De privacy is echter beperkt in instellingen waar bewoners nog op meerpersoonskamers verblijven. In steeds meer verpleeghuizen beschikken bewoners over een eigen slaapkamer.

## België
In Vlaanderen wordt algemeen de naam "Rust- en Verzorgingstehuis" of RVT gebruikt. De zwaar zorgbehoevende kan terecht in erkende "RVT-bedden" binnen een aantal van de woonzorgcentra. Voor deze patiënt ontvangt het rusthuis dan ook bijkomende subsidiëring.

## Nederland
Verpleeghuizen zijn onderdeel van de sector verpleeg- en verzorgingshuizen en thuiszorginstellingen, in beleidstaal ook wel verpleging, verzorging en thuiszorg (VVT) genoemd. De kwaliteit van de zorg in verpleeghuizen is herhaaldelijk een politiek aandachtspunt geweest, omdat er verwaarlozing van patiënten zou voorkomen. Mensen zouden nauwelijks onder de douche komen en op afwijkende tijden te eten krijgen. Personeelstekorten en beperkte budgetten zouden hiervan oorzaak zijn.
In september 2006 besprak staatssecretaris Ross de doelmatigheid van de zorg in de verpleeghuizen met de Tweede Kamer.
Het oudste verpleeghuis dat nog in gebruik is, is Het Zonnehuis uit 1929. Dit verpleeghuis staat in Beekbergen en is onderdeel van zorggroep Apeldoorn. Voorheen hoorde Het Zonnehuis bij de Zonnehuisgroep, maar het is overgenomen door Zorggroep Apeldoorn; wel heeft het nog steeds contacten met de Zonnehuisgroep. Weliswaar is Het Zonnehuis het oudste verpleeghuis van Nederland, maar het oorspronkelijke gebouw, dat verrees in 1929, is vervangen door nieuwbouw.